# Xã Austin, Quận Cass, Missouri
Xã Austin (tiếng Anh: Austin Township) là một xã thuộc quận Cass, tiểu bang Missouri, Hoa Kỳ. Năm 2010, dân số của xã này là 2.096 người.